# Westland Whirlwind (Flugzeug)
Die Westland Whirlwind war ein zweimotoriges schweres Jagdflugzeug/Jagdbomber der Zeit des Zweiten Weltkriegs aus britischer Produktion. Der Tiefdecker des Herstellers Westland Aircraft war der erste einsitzige, mit Maschinenkanonen ausgerüstete Jäger der Royal Air Force.

## Geschichte
Der Entwurf wurde von W. E. W. Petter nach der Spezifikation F.37/35 durchgeführt. Der Erstflug mit Harald Penrose am Steuer fand am 11. Oktober 1938 statt, die Maschine war ab Juni 1940 bei der RAF im Einsatz. Eigentlich ein ausgezeichneter Entwurf mit guter Reichweite und schwerer Bewaffnung, die zentral im Bug angeordnet war.
Die Jagdbomberversion (Whirlwind Mk IA) erschien 1942 und war recht erfolgreich im Rahmen der sogenannten „Rhubarb“-Einsätze gegen das deutsch besetzte Frankreich.
Die Kühler waren in den Mittelsektionen der Tragflächen untergebracht. Als Hochauftriebshilfen wurden Fowlerklappen verwendet. Die im Entwurf vorgesehenen Vorflügel wurden eingefahren festgelegt, weil sie sich als unnötig erwiesen hatten.
Das Muster litt unter der Unzuverlässigkeit des aus dem Rolls-Royce Kestrel entwickelten Peregrine-Motors, der sonst in keinem anderen Flugzeug verwendet wurde. Als Lösung für das Triebwerksproblem wurde die Verwendung von Merlin-Triebwerken erwogen, dann aber verworfen, als sich herausstellte, dass die dafür notwendigen Änderungen einer Neukonstruktion des Flugzeugs nahe kamen.
Es wurden inklusive der beiden Prototypen 116 Maschinen gebaut. Bereits 1943 wurde das Muster wegen der ungelösten Triebwerksprobleme abgelöst. Aufgrund ihrer hohen Tieffluggeschwindigkeit und starken Bewaffnung mit vier 20-mm-Maschinenkanonen konnte die Whirlwind dennoch mit einigem Erfolg zur Bekämpfung deutscher Schnellboote und anderer Schiffe im Ärmelkanal eingesetzt werden.

## Technische Daten

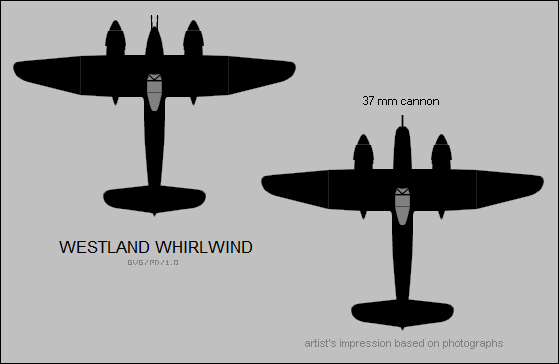
Westland Whirlwind original (links) und Westland Whirlwind mit nur einer 37-mm-MK

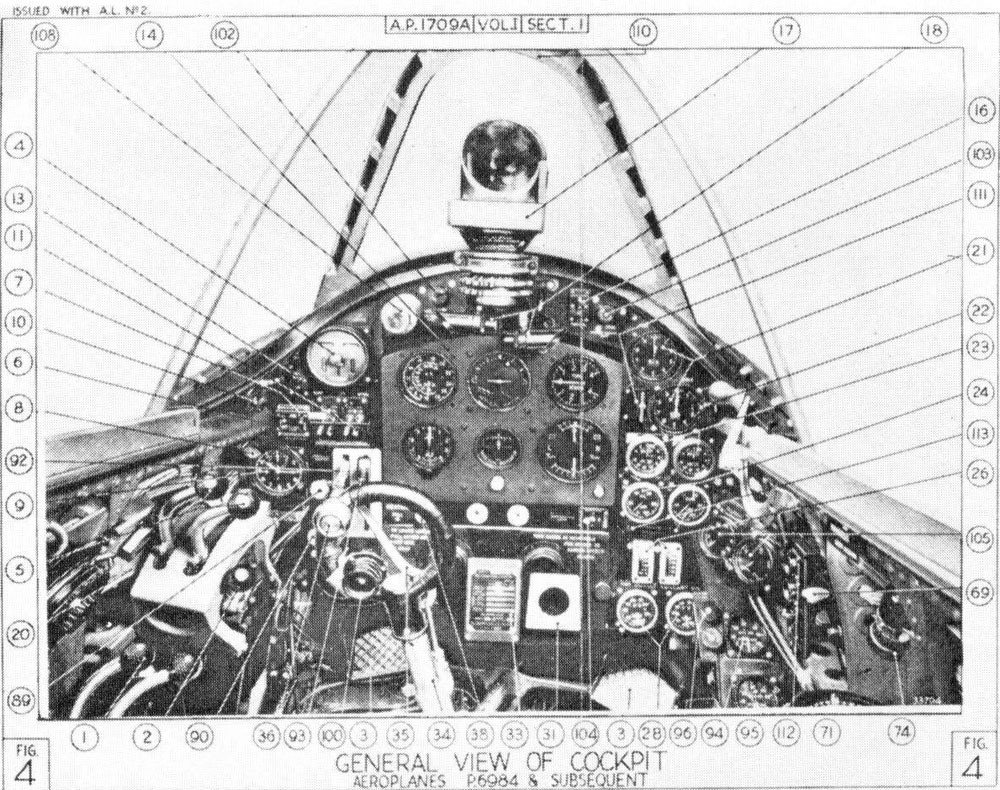
Cockpit einer Westland Whirlwind

| Kenngröße             | Whirlwind Mk.I                                           |
| --------------------- | -------------------------------------------------------- |
| Besatzung             | 1                                                        |
| Länge                 | 9,83 m                                                   |
| Spannweite            | 13,72 m                                                  |
| Flügelfläche          | 23,23 m²                                                 |
| Flügelstreckung       | 8,1                                                      |
| Leermasse             | 3768 kg                                                  |
| Startmasse            | 5175 kg                                                  |
| Antrieb               | zwei V-12 Rolls-Royce Peregrine I mit je 885 PS (651 kW) |
| Höchstgeschwindigkeit | 576 km/h in 4570 m Höhe                                  |
| Dienstgipfelhöhe      | 9240 m                                                   |
| Reichweite            | ~1300 km                                                 |
| Bewaffnung            | vier 20-mm-Kanonen, 453 kg Bomben                        |